# Pseudarrhenatherum
Genre
Synonymes
- genre Arrhenatherum P. Beauv. (préféré par BioLib)[2]
- Pseudarrhenatherum Rouy[2]
- Thorea Rouy[2]
- Thoreochloa Holub[2]

Pseudarrhenatherum est un genre de plantes monocotylédones de la famille des Poaceae (graminées), sous-famille des Pooideae, originaire d'Europe occidentale, qui regroupe trois espèces.
Ce genre est parfois inclus dans le genre Helictotrichon.
Ce sont des plantes herbacées, vivaces, cespiteuses, pouvant atteindre 120 à 150 cm de haut, aux inflorescences en panicules, croissant dans les milieux ouverts, les prairies sèches et calcicoles.

## Liste d'espèces
Selon The Plant List (21 mars 2018) :
- Pseudarrhenatherum longifolium (Thore) Rouy, avoine de Thore, avoine à feuilles longues, fausse-arrhénathère à longues feuilles
- Pseudarrhenatherum pallens (Link) J. Holub
- Pseudarrhenatherum setifolium (Brot.) Smythies